# Violante Visconti

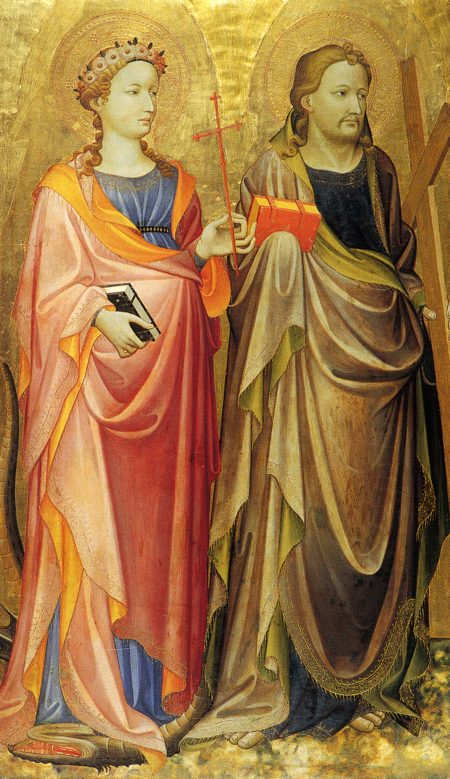
Violante Visconti med sin bror Gian Galeazzo.

Violante Visconti, född 1354, död 1386, var en engelsk prinsessa, gift 1368 med den engelske prinsen Lionel av Antwerpen.
Hon var dotter till Galeazzo II Visconti och Bianca av Savojen. Hennes far gav hennes provinserna Alba, Mondovì, Kenites, Cherasco och Demonte. 
Hon gifte sig vid 13 års ålder 28 maj 1368 med den engelske prinsen Lionel av Antwerpen. Äktenskapet arrangerades tack vare hennes stora hemgift. Hon blev änka redan 17 oktober samma år, efter bara fem månaders äktenskap. Paret fick inga barn. 
1377 gifte hon sig med Secondotto, markis av Montferrat. Hon blev barnlös änka efter sexton månader.  
18 april 1381 gifte hon sig med sin kusin Ludovico Visconti, guvernör av Lodi och Parma. De hade en son. 